# Villangrette
Cet article court présente un sujet plus développé dans : Saint-Loup (Jura).
Villangrette est un hameau rattaché à la commune de Saint-Loup, dans le Jura, en France.
Villangrette est une ancienne commune du département du Jura qui recense 39 habitants.